# Lieselotte Steingötter
Lieselotte Steingötter, geb. Sinning (* 22. Juni 1910 in Greußen, Thüringen; † 3. August 2008 in Kaiserslautern) war eine deutsche Sportlerin, Übungsgruppenleiterin und Sportlehrerin.

## Leben
Im Alter von zwei Jahren zog Lieselotte Sinnig mit ihren Eltern nach Kaiserslautern, wo diese eine Drogerie in der Schillerstraße 2 führten. Zur Familie gehörten auch eine jüngere Schwester und zwei weitere Zwillingsschwestern.
Nach der Mittleren Reife an der Höheren Weiblichen Bildungsanstalt (HWB) in Kaiserslautern (Nachfolger: Burggymnasium Kaiserslautern) arbeitete sie in der Drogerie ihrer Eltern.
Im Turnverein von 1861 lernte Lieselotte ihren späteren Ehemann, den Tiefbauingenieur und Sportler Johann Steingötter, kennen. Das Paar heiratete im Februar 1935 und bekam zwischen 1938 und 1944 vier Söhne.

## Sportliche Laufbahn und Engagement
Mit 12 Jahren wurde Liselotte Sinnig Mitglied im Schwimmclub „Poseidon“, dessen Vorsitzender ihr Vater war. Er bildete sie im Freibad Waschmühle zur Wettschwimmerin aus. Parallel dazu spielte sie Tennis und Hockey.
1928 wurde sie Mitglied im Turnverein von 1861, der späteren Turn- und Sportgemeinde 1861 Kaiserslautern e. V. (TSG). Hier übernahm sie Übungsstunden für Kinder und leitete die Abteilung bis Mitte des Zweiten Weltkriegs.
1930 absolvierte Lieselotte Sinnig die Ausbildung zur Vorturnerin an der Deutschen Turnschule in Berlin. Von da an bis zum Jahr 1986, also bis ins hohe Alter, war sie als Übungsleiterin für das Frauenturnen aktiv.
Nach dem Zweiten Weltkrieg engagierten sich Lieselotte und Johann Steingötter für die Wiederbelebung des Turnens in der Pfalz. Mit Fahrrädern machten sie sich auf den Weg, um Sportvereine aufzusuchen und zu unterstützen. Gemeinsam mit der Turnerin Emmchen Weber schufen sie in Tanzsälen und Turnhallen die Möglichkeit, dass Menschen wieder sportlich aktiv sein konnten.
Der damalige Barbarossa-Veldenz-Kreis, heute Turngau Sickingen, beauftragte Lieselotte Steingötter 1948 mit dem Ausbau des Frauenturnens in der Westpfalz. In der Nachfolge von Frauenturnwartin Els Schröder gab sie dem Mädchen- und Frauenturnen wichtige Impulse.
1951 gründeten Lieselotte und Johann Steingötter gemeinsam mit weiteren Sportinteressierten den Turn- und Fechtclub Kaiserslautern (TFC). Auch hier war Lieselotte Steingötter als Übungsleiterin für das Frauenturnen aktiv.
Lieselotte Steingötter besuchte Kurse bei Hinrich Medau, einem der Begründer der rhythmischen Sportgymnastik in Deutschland. Sie bildete sich damit in dieser ganz neuen Richtung der Gymnastik weiter und brachte dies im Frauenturnen in Kaiserslautern ein.
In den 50er Jahren wurde Lieselotte Steingötter Sportlehrerin an der neu gegründeten pädagogischen Hochschule in Kaiserslautern.
Immer aufgeschlossen für die neuen Entwicklungen im Sport, absolvierte Lieselotte Steingötter im Mai 1975 einen Lehrgang des Deutschen Sportbundes in München zu „Bewegungsmöglichkeiten für ältere Menschen“. Hieraus erwuchs ihre Initiative für Seniorengymnastik in Kaiserslautern. In einem bundesweit beachteten Pilotprojekt übernahm der TFC im Jahr 1976 Patenschaften für die Seniorenheime Käthe-Luther-Heim, St. Hedwigstift und Alex-Müller-Heim. Hier bot das Ehepaar Steingötter Bewegungsstunden mit angemessenen Übungen in vertrauter Umgebung an. Kamen die Senioren in einer Turnhalle zusammen, waren mit Geräten, Matten und Bänken die besten Voraussetzungen gegeben. Stand kein Gymnastikraum zur Verfügung, wurde auf Stuhlgymnastik mit Handgeräten ausgewichen. So vermittelten Lieselotte und Johann Steingötter den Senioren die Freude an der Bewegung.
Vom Sportbund Pfalz und dem Landessportbund Rheinland-Pfalz wurde Lieselotte Steingötter immer wieder als Referentin für Lehr- und Ausbildungsmaßnahmen im Seniorensport berufen.
Lieselotte Steingötter war ihr Leben lang dem Sport verbunden und engagiert für den Breitensport von Kindern, Frauen und Senioren. Sie vermittelte körperliche Fitness, Gesundheitsvorsorge und Freude an der eigenen Bewegung und am gemeinsamen Sport. Ihr Engagement wurde mit zahlreichen Ehrungen gewürdigt.

## Ehrungen
- Goldene Ehrennadel und Ehrenmitgliedschaft des TFC Kaiserslautern
- Ehrenmitgliedschaft des Turngaus Sickingen
- Ehrenbrief und Ehrenurkunde des Pfälzer und des Deutschen Turner-Bundes
- Silberne Ehrennadel des Sportbundes Pfalz und des Landessportbundes Rheinland-Pfalz
- Verdienstorden des Landes Rheinland-Pfalz, 1982
- Kronenkreuz der Diakonie, 30. April 2000[8]